# Shyam Nandan Mishra
Shyam Nandan Mishra (* 20. Oktober 1920 in Gonawan, Distrikt Patna, Bihar; † 25. Oktober 2004 in Kadamkuan, Distrikt Patna, Bihar) war ein indischer Politiker des Indischen Nationalkongresses (INC) und des INC-Organisation (INC-O), der zwischen 1979 und 1980 für einige Monate Außenminister war.

## Leben
Mishra wurde nach der Souveränität Indiens 1947 zum Mitglied der Verfassunggebenden Versammlung gewählt und war in der Folgezeit Parlamentarischer Sekretär von Premierminister Jawaharlal Nehru. Bei den Wahlen 1952 und 1957 wurde er als Kandidat des Indischen Nationalkongresses zum Abgeordneten in die Lok Sabha gewählt, das Unterhaus des indischen Parlaments gewählt.
1969 verließ er mit einigen anderen Politikern den Indischen Nationalkongress und gründete mit diesen die Abspaltung Indischer Nationalkongress-Organisation (INC-O). Nach seiner Wahl zum Mitglied des Oberhauses, Rajya Sabha, war er dort Oppositionsführer. Nach der Verhängung des Ausnahmezustandes durch Premierministerin Indira Gandhi 1975 wurde Mishra, der seit den 1970er Jahren ein enger Freund von Jayaprakash Narayan war, festgenommen und im Gefängnis von Bangalore inhaftiert.
Am 28. Juli 1979 wurde Mishra von Premierminister Chaudhary Charan Singh von der Janata Party zum Außenminister in dessen Kabinett berufen und gehörte diesem bis zum Ende von dessen Amtszeit am 13. Januar 1980 an.